# Albenga
Albenga (Albingaunum în latină) este un oraș în provincia Savona, Italia.

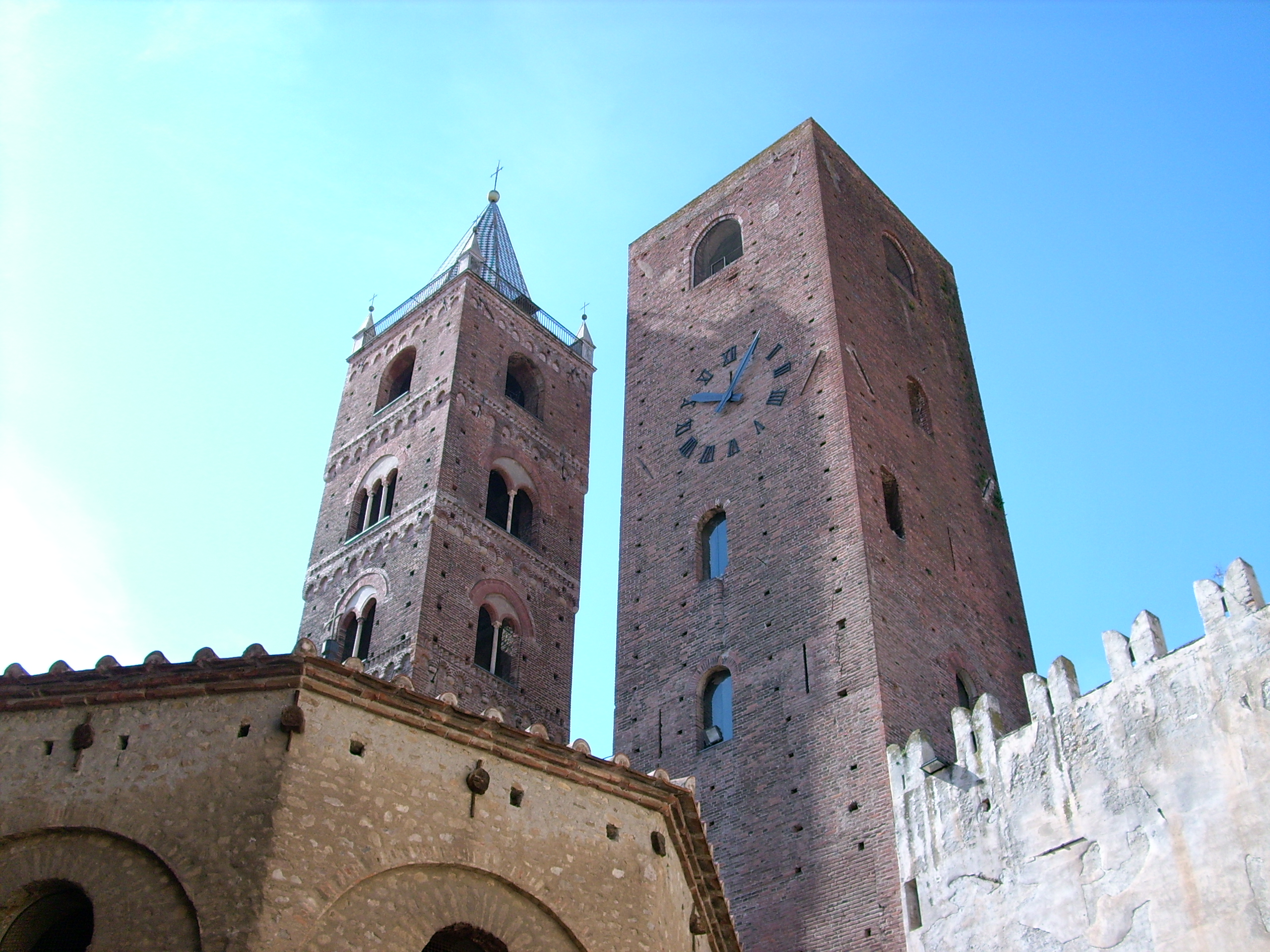
Primărie

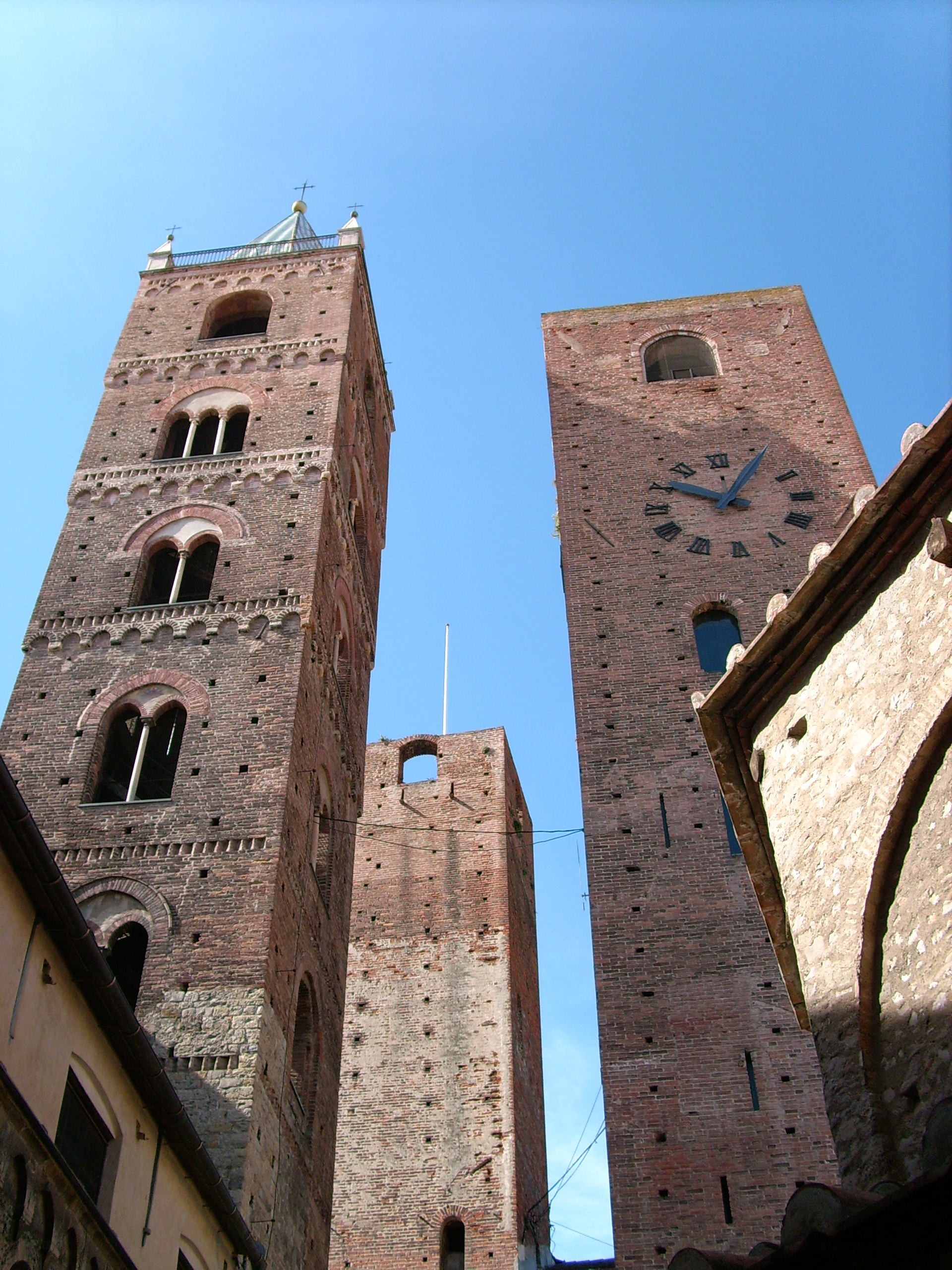
Turnurile

## Demografie
Albenga - evoluția demografică

|  | Graficele sunt indisponibile din cauza unor probleme tehnice. Mai multe informații se găsesc la Phabricator și la wiki-ul MediaWiki. |

Date: Recensăminte sau birourile de statistică - grafică realizată de Wikipedia